# هذیان خودبزرگ‌بینی
هذیان خودبزرگ‌بینی (Grandiose delusions) یا مگالومانیا یک نوع ازهذیان است که در بیماران مبتلا به طیف گسترده‌ای از بیماری‌های روانی از جمله دو سوم بیماران در حالت شیدایی از اختلال دو قطبی، نیمی از مبتلایان به بیماری اسکیزوفرنی، بیماران با زیرگروه بزرگ اختلال هذیانی، اغلب در اختلال شخصیت خودشیفته، بیماران مبتلا به نوع خودبزرگ بینی از اختلال هذیانی و بخش قابل توجهی از کسانی که ناهنجاری‌های سوء مصرف مواد دارند، مشاهده می‌شود. تشخیص این هذیان‌ها در داشتن باورمندی‌های خارق‌العاده ای است که شخص دارد. برای نمونه فرد مبتلا در پندار خود بسیار معروف و مشهور است یا قدرت  مطلق و ثروت بسیار دارد یا در غیر این صورت بسیار توانمند است. این هذیان‌ها به‌طور کلی تخیلی اند و به‌طور معمول مضمونی مذهبی، علمی–تخیلی یا فراطبیعی دارند. در مقایسه با هذیان گزند و آزار یا هذیان شنوایی تحقیقات کمتری بر روی هذیان خود بزرگ‌بینی انجام گرفته‌است. حدود ۱۰ درصد از افراد سالم تجربه افکار خودبزرگبینی دارند اما همهٔ معیارهای تشخیص این هذیان را در آن‌ها صدق نمی‌کند.